# L'inspector Gadget (sèrie de televisió de 2015)
L'inspector Gadget (títol original en anglès, Inspector Gadget) és una sèrie de televisió d'animació canadenca produïda per DHX Media que serveix com a reinvenció i segona seqüela de la sèrie original homònima (després de Gadget & the Gadgetinis), que es va emetre entre 1983 i 1985. Igual que amb l'original, la sèrie continua les aventures de l'incompetent i despistat policia equipat amb una sèrie d'aparells biònics que fa servir per a missions per aturar el malvat Dr. Grang i la seva organització MAD; tots dos els fa renéixer el fill d'en Grang, en Talon. S'ha doblat al català pel Canal Super3.
El programa va debutar el 7 de setembre de 2015 al canal canadenc Teletoon; tot i que la sèrie s'havia estrenat per primer cop al canal francès de Boomerang el 3 de gener de 2015. Als Estats Units, es va estrenar en estríming a Netflix el 27 de març de 2015.